# Культура страху
Культура страху (або клімат страху) — концепція, згідно з якою люди можуть підбурювати страх у широких верств населення для досягнення політичних цілей або цілей на робочому місці шляхом емоційних упереджень; концепція була розроблена, як соціологічна основа Франком Фуреді, і пізніше популяризована американським соціологом Баррі Гласнером.

## У політиці
Нацистський лідер Герман Герінг пояснює, як людей можна злякати і підтримати війну, проти якої вони протистояли б:
Люди не хочуть війни, але їх завжди можна повести за закликами лідерів. Це легко. Все, що вам потрібно зробити -- це сказати їм, що на них нападають, і засудити пацифістів за відсутність патріотизму... Це працює однаково в кожній країні.
У своїй книзі «Держава та опозиція у військовій Бразилії» Марія Хелена Морейра Алвес виявила, що «культура страху» використовувалась в рамках політичних репресій з 1964 року. Вона використовував цей термін для опису методів, що застосовуються апаратом національної безпеки, які часто призводили до арешту та тортур.
Cassação (укр. Касація) — один із таких механізмів, який застосовується для покарання військовослужбовців шляхом законного оголошення їх померлими. Це посилило потенціал політичного контролю шляхом посилення культури страху як стримуючого фактору опозиції.

## На робочому місці
Ашфорт обговорив потенційно деструктивні сторони лідерства та визначив те, що він називав дрібними тиранами: лідерами, які застосовують тиранічний стиль управління, що призводить до атмосфери страху на робочому місці. Часткове або періодичне негативне підкріплення може створити ефективний клімат страху і сумнівів. Коли працівники відчують, що хуліганів терплять, наслідком може бути атмосфера страху. Кілька досліджень підтвердили зв'язок між знущаннями з одного боку, та самодержавним керівництвом та авторитарним способом врегулювання конфліктів або вирішення розбіжностей, з іншого. Авторитарний стиль керівництва може створити атмосферу страху, в якому практично немає місця для діалогу, а скарги вважаються марними.

## Публікації
Відсортовано за датою.
- The Formation of the National Security State: the State and the Opposition in Military Brazil, Volume 2 (1982) by Maria Helena Moreira Alves
- Risk Society, Towards a New Modernity (1989), by Ulrich Beck, ISBN 978-0-8039-8346-5 [the term was coined in German by the same author in Risikogesellschaft. Die organisierte Unverantwortlichkeit (this subtitle means in English: «Organized irresponsibility»), a speech given at St. Gallen College, Switzerland, 16pp., in 1989, then published as full-length book with the title: Risikogesellschaft, Suhrkamp, 1989, 391pp., ISBN 3-518-11365-8]
- The Culture of Fear: Why Americans Are Afraid of the Wrong Things (2000), by Barry Glassner[en] ISBN 0-465-01490-9
- Creating Fear: News and the Construction of a Crisis (2002), by David L. Altheide, Aldine de Gruyter, 223pp., ISBN 978-0-202-30660-5
- Kingdom of Fear[en]: Loathsome Secrets of a Star-Crossed Child in the Final Days of the American Century (2003), by Hunter S. Thompson, Simon & Schuster, ISBN 0-684-87324-9
- The Climate of Fear (2004), by Wole Soyinka, BBC Reith Lectures[en] 2004, London, Profile Books, 155pp., ISBN 1-86197-783-2
- State of Fear (2004), Michael Crichton, ISBN 0-06-621413-0
- Culture of Fear: Risk taking and the morality of low expectation (1997), by Frank Furedi[en], ISBN 0-8264-7616-3
- Politics of Fear: Beyond Left and Right (2005), by Frank Furedi[en], ISBN 0-8264-8728-9
- You Have the Power: Choosing Courage in a Culture of Fear (2005), by Frances Moore Lappe[en] and Jeffrey Perkins, ISBN 978-1-58542-424-5
- Urban Nightmares: The Media, the Right and the Moral Panic over the City (2006), by Steve Macek, ISBN 0-8166-4361-X
- Cultures of Fear: A Critical Reader (2009), by Uli Linke, Danielle Smith, Anthropology, Culture and Society, ISBN 978-0-7453-2965-9
- Social Theory of Fear: terror, torture and death in a post Capitalist World (2010), by Geoffrey Skoll, New York, Palgrave MacMillan ISBN 978-0-230-10349-8
- Witnesses to Terror (2012), by Luke Howie, Baskinstoke, Palgrave MacMillan ISBN 978-0-8232-2434-0